# László Babai

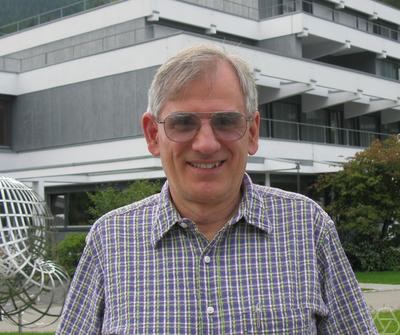
László Babai

László Babai (* 20. Juli 1950 in Budapest) ist ein ungarisch-amerikanischer Mathematiker, der sich mit Kombinatorik, Algorithmentheorie und Komplexitätstheorie beschäftigt.
Babai promovierte 1975 an der Ungarischen Akademie der Wissenschaften in Budapest bei Pál Turán (und Vera T. Sós, mit der Arbeit Automorphismengruppen von Graphen). Er ist Professor für Mathematik und Informatik an der University of Chicago.
Babai ist gleichzeitig mit Shafi Goldwasser, Silvio Micali, Charles Rackoff einer der Erfinder von Interaktiven Beweissystemen. Von ihm stammt der Begriff des Las-Vegas-Algorithmus für einen Zufallszahlen verwendenden Algorithmus, der nachweisbar immer korrekte Lösungen liefert (sowie mit endlichem Erwartungswert der Laufzeit). Er führte diesen Begriff in einem Aufsatz über Algorithmen zum Test der Isomorphie von Graphen 1979 ein. Er untersuchte auch algorithmische Fragen in der Gruppentheorie.
Babais nearest-plane-Algorithmus ist ein Verfahren, das im n-dimensionalen euklidischen Raum zu einem vorgegebenen Punkt einen Gitterpunkt eines n-dimensionalen Zahlengitters findet, der den nächstliegenden Gitterpunkt approximiert.
2015 kündigte er eine wesentliche Verbesserung einer vorherigen Abschätzung von ihm und Eugene Luks (1983) an, indem er zeigte, dass das Graph-Isomorphismus-Problem in quasipolynomieller Zeit gelöst werden kann. Harald Helfgott fand, wie Babai Anfang Januar 2017 bekanntgab, einen Fehler im Beweis, der nach Babai aber behoben werden konnte. Das Graph-Isomorphismus-Problem, die Frage welcher Komplexitätsklasse Algorithmen zur Bestimmung der Isomorphie von Graphen angehören, ist eines der großen ungelösten Probleme der Informatik.
1993 erhielt er den Gödel-Preis. 1994 hielt er einen Plenarvortrag auf dem Internationalen Mathematikerkongress (ICM) in Zürich (Transparent Proofs and Limits to Approximation) und 1992 hielt er einen Plenarvortrag auf dem ersten Europäischen Mathematikerkongress in Paris (Transparent Proofs). 1990 war er Invited Speaker auf dem Internationalen Mathematikerkongress in Kyōto (Computational complexity in finite groups) und 2018 in Rio de Janeiro (Groups, Graphs, Algorithms: The Graph Isomorphism Problem). 2015 wurde er in die American Academy of Arts and Sciences gewählt und mit dem Knuth-Preis ausgezeichnet.
Babai ist Herausgeber der Online-Zeitschrift Theory of Computing.